# Conrad Letendre
Conrad Letendre (* 9. Januar 1904 in St-Zéphirin-de-Courval, Québec; † 20. November 1977 in Montreal, Québec) war ein kanadischer Organist, Komponist und Musikpädagoge.

## Leben und Wirken
Letendre studierte von 1913 bis 1927 am Institut Nazareth Violine bei Camille Couture, Klavier und Orgel bei Arthur Letondal sowie Harmonielehre, Fuge und Kontrapunkt bei Achille Fortier und Romain Pelletier. Er lebte in Saint-Hyacinthe und wirkte dort von 1927 bis 1933 als Organist an der Kirche Notre-Dame-du-Rosaire. Außerdem unterrichtete er von 1927 bis 1935 und von 1942 bis 1952 Klavier am Seminar der Stadt, zudem auch am Konvent der Soeurs de la Présentation und der Soeurs de Saint-Joseph.
Von 1942 bis 1954 war Letendre künstlerischer Berater des Verlages  La Bonne Chanson, daneben  von 1952 bis 1954 Chefherausgeber der Zeitschrift Musique et musiciens. Von 1955 bis 1962 unterrichtete er an der University of Montreal. Zu seinen zahlreichen Schülern zählten Gaston Arel, Jean Chatillon, Raymond Daveluy, Gilles Fortin, Kenneth Gilbert, Bernard und Mireille Lagacé, Lucienne L’Heureux-Arel, Michel Perrault, Gertrude Perreault-Mongeau und Jeannine Vanier.
Die Orgelwerke Letendres erschienen 1980–82 in einer dreibändigen Ausgabe. Zu seinem ersten Todestag gab seine Frau, die Organistin Aline Letendre, bei der CBC ein Konzert mit seinen Werken. Zu seinem zehnten Todestag 1987 spielten Aline Letendre und die Geigerin Tara-Louise Perrault in der Gesù Church die Uraufführung von Michel Perraults Sonata in A Minor, die dieser dem Gedenken Letendres gewidmet hatte. Die Stadt Saint-Hyacinthe veranstaltete von 1979 bis 1983 ein jährliches Conrad-Letendre-Festival. Seit 1979 wird ein Conrad-Letendre-Stipendium vergeben, dessen erste Empfänger John Vandertuin und Rachel Laurin waren. Bereits 1970 gründeten Jean Chatillon und Michel Perrault das Institut de sciences musicales Conrad Letendre (seit 1987 Pantonal).